# Eliotia souleyeti
Eliotia souleyeti is een slakkensoort uit de familie van de Madrellidae. De wetenschappelijke naam van de soort is voor het eerst geldig gepubliceerd in 1909 door Vayssière.